# アル＝マンスール2世ムハンマド

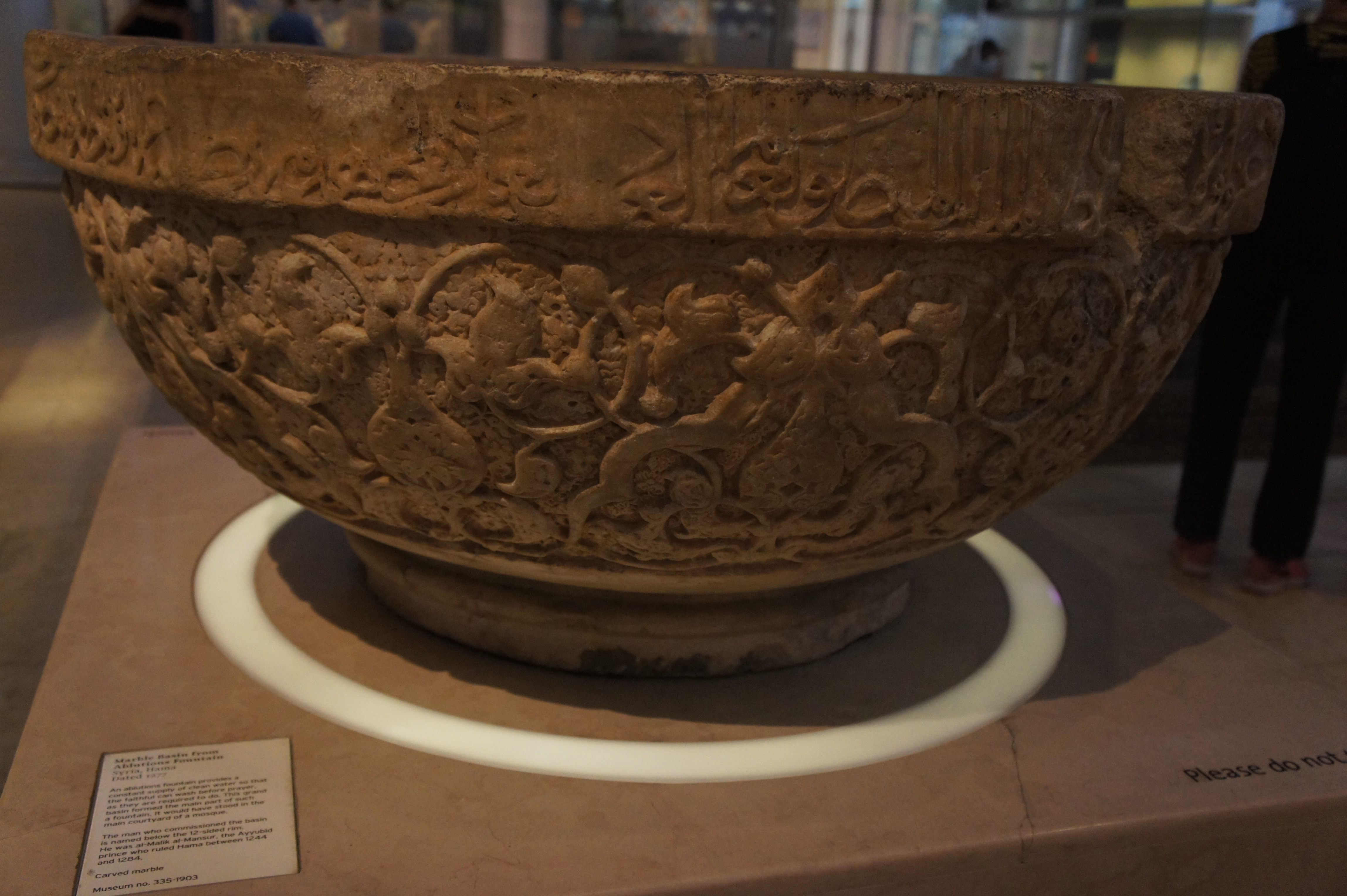
アル＝マンスールの依頼によって製作された大理石製の洗面器。（ヴィクトリア&アルバート博物館所蔵）

アル＝マンスール2世ムハンマドとは、アイユーブ朝、マムルーク朝の領主であり、1244年から1284年にかけてシリアのハマーを統治していた。アイユーブ朝の創始者であるサラーフッディーン（サラディン）の兄弟シャーハンシャーの玄孫にあたる。

## 若年期
アイユーブ朝のスルターンであるアッ＝サーリフが権力を強化していた時期に、アル＝マンスールはハマーのアイユーブ家の当主となった。1247年の春にアッ＝サーリフはシリアを巡行し、アル＝マンスール、ホムスの領主であるアル＝アシュラフ・ムーサーと対面した。アル＝マンスールは12歳、アル＝アシュラフは18歳と二人とも若年であり、領地を相続したばかりだった。アッ＝サーリフは競争相手であるアレッポのアン＝ナースィル・ユースフと戦い、1249年に十字軍の進攻にに対応するため、エジプトに帰還した。エジプトに帰国して間もなく、アッ＝サーリフは没する。アッ＝サーリフの子アル＝ムアッザム・トゥーラーン・シャーがスルターンの地位を継承するが、彼の政権は短命に終わり、1250年にアイユーブ朝に代わってマムルーク朝政権がエジプトに成立した。

## モンゴルの脅威
エジプトにおける政変の結果、アレッポのアン＝ナースィルがアイユーブ家の主導権を握り、アル＝マンスールは他のアイユーブ家の王侯とともに、彼がエジプト侵攻のために招集した軍団に加わった。アイユーブ朝軍はカイロ郊外のサーリヒーヤで大敗し、その後の数年間にマムルーク朝はパレスチナとシリア南部に勢力を拡大していった。マムルーク朝の成立と同時期に、東方のモンゴル帝国の進出が中東諸国の深刻な脅威となり、1258年にモンゴル軍はアッバース朝の首都バグダードを占領した。1259年9月にフレグはシリア遠征を開始し、モンゴルの攻撃に際してアル＝マンスールはハマーの守備を宦官のムルシードに委ね、ダマスカスに移動した。1260年1月にモンゴル軍はアレッポを包囲し、アレッポの司令官はフレグの交付勧告を拒絶したが、7日間の包囲の後にアレッポは陥落し、町は略奪に晒された。アレッポの陥落後、ムルシードも町を脱出してダマスカスに逃れ、残されたハマーの住民はフレグに降伏を申し入れた。フレグは町の助命に同意し、ホスローシャーというペルシア人の官吏を代官として派遣し、フレグの命令でハマーのシタデル（城塞）は破壊された。
アレッポ陥落の報告がダマスカスにもたらされると、アン＝ナースィルはアル＝マンスールや少数の部下を伴ってエジプトに向かい、マムルーク朝のスルターン・クトゥズに支援を求めた。しかし、アン＝ナースィルはクトゥズの陣営に近づくにつれて、不信感を抱くようになっていった。南に進むモンゴル軍と北に進むマムルーク軍に挟まれ、彼は家族をアル＝マンスールに託し、軍の指揮権を彼に委譲し、クトゥズの陣営に参加するよう指示した。アン＝ナースィル自身は少数の従者を連れてカラクに向かったが、移動中にモンゴル軍に捕らえられ、フレグの元に移送された。

## マムルーク朝への従属
アン＝ナースィルの指示に従ってマムルーク軍に参加したアル＝マンスールは、マムルーク朝に従属しているとはいえ、ハマーを回復する決定的な一歩を踏み出した。マムルーク軍は北のアイン・ジャールートに向かい、モンゴル軍に大勝を収めた（アイン・ジャールートの戦い）。アル＝マンスールは戦闘で功績を挙げ、マムルーク朝の臣下としてハマーの領地に帰国した。彼がマムルーク朝に忠誠を誓ったことが契機となり、その後の数年間に他のアイユーブ家の王侯も徐々にマムルーク朝に吸収されていったが、ハマーのアイユーブ家はシリアの都市の中で最も長く存続し、1341年に支配権を喪失した。
1284年までアル＝マンスールの治世は続き、彼の子のアル＝ムザッファル3世マフムードが跡を継いだ。